# Itálie na Letních olympijských hrách 1992
Itálii na Letních olympijských hrách v roce 1992 ve španělské Barceloně reprezentovala výprava 304 sportovců (228 mužů a 76 žen) ve 26 sportech.

## Medailisté
| Medaile | Jméno | Sport             | Soutěž                          |
| ------- | --- | ----------------- | ------------------------------- |
| Zlato   | Pierpaolo Ferrazzi | Kanoistika        | K1 slalom muži                  |
| Zlato   | Fabio Casartelli | Cyklistika        | Muži silniční závod jednotlivců |
| Zlato   | Giovanni Lombardi | Cyklistika        | Muži bodovací závod             |
| Zlato   | Giovanna Trilliniová | Šerm              | Ženy fleret                     |
| Zlato   | Giovanna Trilliniová Francesca Bortolozziová Diana Bianchediová Margherita Zalaffi Dorina Vaccaroniová | Šerm              | Družstvo žen fleret             |
| Zlato   | Carlo Silipo Amedeo Pomilio Francesco Porzio Giuseppe Porzio Mario Fiorillo Ferdinando Gandolfi Alessandro Campagna Marco D'Altrui Massimiliano Ferretti Francesco Attolico Alessandro Bovo Paolo Caldarella | Vodní pólo        | Turnaj mužů                     |
| Stříbro | Andrea Peron Flavio Anastasia Luca Colombo Gianfranco Contri | Cyklistika        | Družstvo mužů Časovka           |
| Stříbro | Marco Marin | Šerm              | Družstvo mužů šavle             |
| Stříbro | Emanuela Pierantozziová | Judo              | Ženy do 66 kg                   |
| Stříbro | Carmine Abbagnale Giuseppe Abbagnale Giuseppe Di Capua | Veslování         | Muži dvojka s kormidelníkem     |
| Stříbro | Vincenzo Maenza | Zápas             | muži, řecko-římský do 48 kg     |
| Bronz   | Giovanni De Benedictis | Atletika          | Muži chůze na 20 km             |
| Bronz   | Bruno Dreossi Antonio Rossi | Kanoistika        | K2 500 metrů muži               |
| Bronz   | Carlo Massullo Roberto Bomprezzi Gianluca Tiberti | Moderní pětiboj   | Turnaj mužů                     |
| Bronz   | Filippo Soffici Alessandro Corona Gianluca Farina Rossano Galtarossa | Veslování         | Muži párová čtyřka              |
| Bronz   | Marco Venturini | Sportovní střelba | Muži trap                       |
| Bronz   | Bruno Rossetti | Sportovní střelba | Muži skeet                      |
| Bronz   | Stefano Battistelli | Plavání           | Muži 200 m znak                 |
| Bronz   | Luca Sacchi | Plavání           | Muži 400 m polohový závod       |